# 关峡
关峡（1957年6月—），男，满族，河南开封人，中华人民共和国音乐家，一级作曲。中国共产党党员，第十一、十二、十三届全国政协委员。曾任中国歌剧舞剧院歌剧团团长，中国东方歌舞团副团长，中国国家交响乐团团长。

## 生平
1985年毕业于中央音乐学院。历任中国交响乐团团长、党委副书记。2015年8月任中国音乐家协会副主席等职。

## 音乐作品
- 电视剧音乐：《围城》（1990）、《我爱我家》（1993）、《激情燃烧的岁月》（2001）、《士兵突击》（2007）等；
- 民族歌剧：《悲怆的黎明》（2001）、《木兰诗篇》（2004）；
- 《第一交响序曲》（2004）；
- 交响幻想曲《霸王别姬》（2006）：在纽约林肯艺术中心首演，又在华盛顿马里兰斯特拉斯摩尔交响音乐厅、芝加哥交响音乐厅、波士顿交响音乐厅等处公演；
- 中国第一部安魂曲《大地安魂曲》（2009）：为纪念汶川大地震创作；

## 社会兼职
- 第十一、十二、十三届全国政协委员
- 中国音乐家协会理事及创作委员会副主任、青年音乐家分会副会长
- 国家大剧院艺术委员会委员
- 中国电影音乐协会特邀理事

## 奖项和荣誉
- 中国文联“中国当代百名优秀文艺家”
- 纽约林肯艺术中心“最杰出艺术家奖”
- 维也纳国家歌剧院“杰出艺术家”